# Historia de la Juventus de Turín
La Historia de la Juventus de Turín se extiende por más de un siglo. Fundada por un  grupo de estudiantes locales, su primera sede social se estableció en la Vía Montevecchio en Turín en 1898. El club fue afiliado a la Federación Italiana de Fútbol (it. Federazione Italiana Foot-Ball) en 1900, participando en el Campeonato Federal (it. Campionato Federale di Foot-Ball o campionato a gironi) de ese año. En 1906, poco después de obtener su primer campeonato, la institución sufrió un cisma que originó el nacimiento del Torino Football Club, lo que dio lugar a la más antigua rivalidad entre el fútbol italiano y una serie de problemas a nivel financiero y, posteriormente, a nivel deportivo, que condujeron al club al borde del descenso de categoría en 1913.
Sería el abogado y exfutbolista suizo Giuseppe Hess, desempeñándose como presidente del club a partir del segundo semestre de dicho año, quien solucionó tal crisis a través de una serie de reformas al interior de la sociedad basadas en una gestión empresarial.
Con la presidencia del empresario turinés Edoardo Agnelli -en esa época, vicepresidente de la FIAT- en 1923 dio inicio a una larga y creciente serie de éxitos a nivel nacional e internacional que han situado a la Juventus como el club italiano con más títulos oficiales conquistados y uno de los más laureados y prestigiosos del mundo, siendo hasta el presente el primer y único equipo a nivel mundial que ha conquistado todas las competiciones internacionales a nivel de clubes reconocidas por su respectiva confederación continental de fútbol y el título mundial interclubes. Además, numerosos jugadores de la Vecchia Signora dieron una notable contribución a los éxitos del seleccionado nacional italiano.
En el 2009 la Juventus fue reconocida como mejor club italiano del siglo XX y segundo a nivel europeo durante ese mismo periodo por la Federación Internacional de Historia y Estadística de Fútbol, institución reconocida por la FIFA.

## Historia

### Origen de la institución

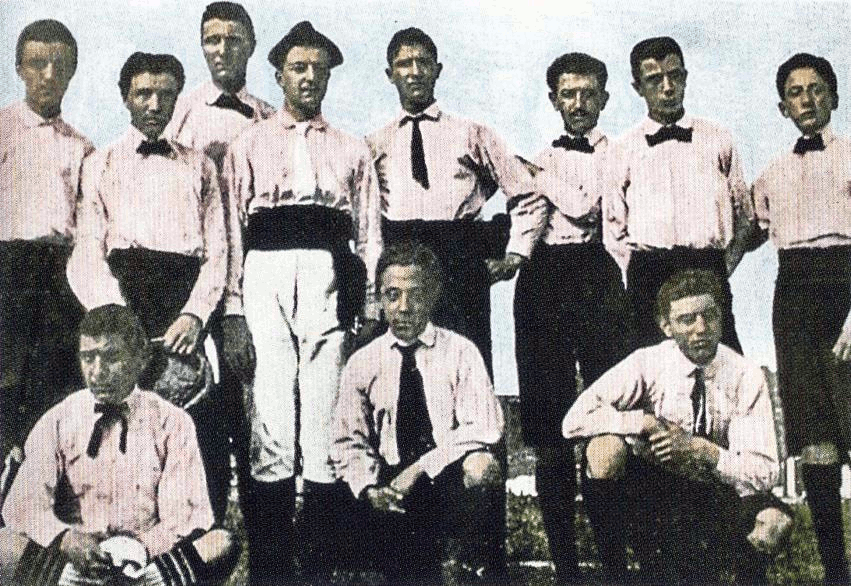
Los fundadores/futbolistas de la Juventus FC con la primera indumentaria del club

Era otoño del año 1897 y en la esquina del Corso Re Umberto 42 y Corso Vittorio Emmanuele de la ciudad de Turín (Italia), un grupo de entre trece y dieciséis estudiantes: los hermanos Eugenio y Enrico Canfari (de aproximadamente veinte años de edad), Gioacchino y Alfredo Armando, Luigi Gibezzi, Umberto Malvano, Vittorio Varetti, Umberto Savoia, Domenico Donna, Carlo Ferrero, Francesco Daprà, Luigi Forlano y Enrico Piero Molinatti en un inicio, de acuerdo al documento de 1914, luego se asociarían Pio Crea, Carlo Favero, Gino Rocca, Guido Botto y Seco Eugenio), del Liceo Classico Massimo d'Azeglio, reunidos usualmente en torno a una (hoy mítica) banqueta situada en la misma calle, discutieron sobre la creación de un club «por juego, por diversión» para el deporte, el cual «sería el más grande jamás conocido». Aquel grupo estudiantil discutía sobre los deportes más difundidos en aquel tiempo tanto en el Reino Unido como en los Estados Unidos y concluyeron el implementar un club de Fútbol ante la cantidad, (cada vez mayor), de adeptos que captaba, por entonces el nuevo deporte en el país.
El origen del club, desde el punto de vista periodístico, está envuelto en el misterio, pues a finales del siglo XIX el deporte no estaba lo suficientemente difundido en Italia como para captar el interés de la prensa, inclusive el único documento oficial que hace referencia a la fundación del club es un texto publicado en la revista institucional Hurrà Juventus el 26 de diciembre de 1915.
No se conocen otros escritos que corroboren la fecha exacta de la fundación de la sociedad pero oficialmente se considera como tal al 1 de noviembre del mismo año. La primera sede social del club estuvo ubicada en la oficina de los hermanos Canfari situada en Corso Umberto 42; poco tiempo después el nombre de la sociedad sería cambiado, tras un proceso de votación, por uno más fácil de recordar: Sport Club Juventus. El incremento de nuevos socios (también futbolistas) en el club turinés durante el primer año de vida institucional, motivó a que la sociedad adoptara una nueva sede ubicada en Via Piazzi 4. El 15 de marzo de 1898, se constituyó la FIF (Federación Italiana de Fútbol, con Edoardo Bosio como su primer presidente) y se realiza la primera edición del Campeonato Italiano (Campionato Federale, organizado por la FIF) con cuatro clubes: Football Club Torinese, Genoa, Ginnastica Torino e Internazionale Torino, pero la Juventus, probablemente por atravesar una fase de estructuración, decide no suscribirse al ente rector del fútbol italiano sino hasta 1900.
En 1899, tras una larga sesión de votación, se decidió por el que sería el nombre vigente de la sociedad hasta nuestros días: Foot-Ball Club Juventus (como ocurrió con muchos otros clubes italianos, la influencia de Inglaterra, el país inventor del fútbol, era notoria). En ese mismo año decide disputar sus encuentros de local en el Estadio Piazza D'Armi en la localidad de Crocetta, cercana a Turín, donde tuvo su primera experiencia internacional enfrentando a clubes de ciudades como Alejandría, Milán y Génova. El prestigio de los juventinos creció tanto que al poco tiempo se ganó el derecho de disputar algunos encuentros de local en el Estadio Umberto I (uno de los principales escenarios deportivos de Turín por aquel entonces). Su primer uniforme, el cual usó durante sus primeros seis años, estuvo compuesto por una chaqueta de color rosado con pañuelo o corbata negra y un pantalón corto también de color negro.

### Los primeros treinta años (1900-1930)

#### Inicios en el Campeonato Federal (1900-1901)
La Juventus FC se inscribió oficialmente en la FIF el 11 de mayo de 1900 y debutó en la tercera edición del Campeonato Federal, pero no superó la fase eliminatoria (derrota 1-0 en Piazza D'Armi contra el FC Torinese). En aquel tiempo también se disputaron campeonatos auspiciados por sociedades o por organismos gubernamentales, así la Juve se adjudicó la Copa del Ministerio de Educación Pública. Al año siguiente la Juventus venció a la Ginnastica Torino en la eliminatoria, pero caería en semifinales, sin conocerse los marcadores (por la poca información que la prensa de la época asignaba al deporte) contra el Milan CFC (actualmente AC Milan), no obstante obtuvo nuevamente la Copa del Ministerio y además, el Galardón y la Medalla del Municipio de Turín (donde participaron algunos clubes del Campeonato Federal, principalmente piamonteses). 

#### El nuevo uniforme (1902)
En 1902, con Carlo Favale en la presidencia del club, los juventinos (con una plantilla constituida en su gran mayoría por estudiantes universitarios y el arribo de los primeros futbolistas extranjeros) conquistaron la Copa del Ministerio por tercer año consecutivo y participó en el Campeonato Federal con otros tres clubes de Turín (FC Torinese, Audace Torino y Società Ginnastica).

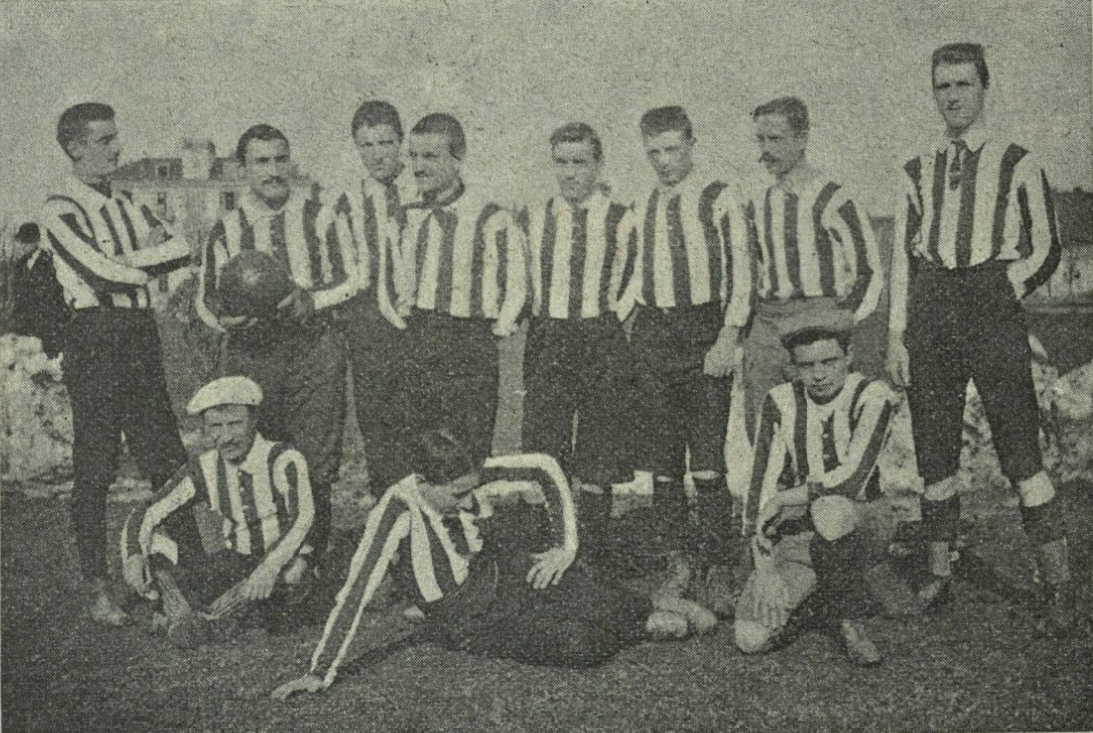
Futbolistas de la Juventus con el nuevo uniforme en el Campeonato Italiano de 1902

La Juventus en sus primeros años de formación usaba los colores rosa o salmón en la camiseta y el color blanco en el short, hasta que a finales de 1901 se decidió hacer el pedido de los nuevos uniformes para afrontar la nueva temporada a una compañía en Inglaterra, donde había varias fábricas dedicadas a este ramo, pero debido a un error de la compañía inglesa, envió otro diseño al equipo de la Juve, la sorpresa de los dueños, futbolistas y aficionados fue grande ya que el nuevo uniforme de la Vecchia Signora era el uniforme a rayas del equipo Notts County de Inglaterra. Debido a los pocos medios de comunicación de la época fue imposible devolver los uniformes, por lo que la directiva decidió conservarlos durante toda la temporada, sin embargo el nuevo uniforme fue como un talismán para el equipo ya que con este conquistaron la Copa del Ministerio por tercer año consecutivo y participó en el Campeonato Federal con otros tres clubes de Turín (FC Torinese, Audace Torino y Società Ginnastica), con lo que al final los dueños decidieron adoptar los colores negro y blanco como los nuevos colores del club de Turín, relegando los colores rosa o salmón al uniforme de visitante.

#### La final del campeonato (1903-1904)
En 1903, la Juventus consiguió avanzar por cuarta vez consecutiva a la final de la Copa del Ministerio y ganarla, y sobre todo en el campeonato italiano disputó por primera vez la final contra el Genoa, en el Estadio Ponte Carrega de la ciudad de Génova, con victoria para los locales por 3-0.
En 1904, fue el año donde nuevos socios llegarían al club, y con estos dinero para reforzar los cimientos de la sociedad. De Suiza, llegaron los hermanos Ajmone Marsan, y se cambia oficialmente el campo de juego del Estadio Piazza D'Armi por el Estadio Umberto I. Además, fue el año en que se realizaron las primeras transferencias internacionales de futbolistas entre clubes y la Juventus es invitada a participar en un torneo internacional en Lausana (Suiza), en representación de Italia. En el campeonato italiano la Juventus disputó nuevamente la final contra el Genoa, en el estadio Ponte Carrega, con victoria para los locales por 1-0. En este mismo año, se disputó la Copa Universitaria (un prestigioso torneo internacional), y en la final la Juventus venció al Olympique de Lyon por marcador de 9-1. 

#### La conquista del Campeonato Federal (1905)
Fue en 1905, durante la presidencia del empresario textil suizo Alfred Dick, que la Juventus conquistaría por primera vez el campeonato nacional ante el Genoa en el encuentro decisivo del grupo final del campeonato, con 25 triunfos, 5 empates y 4 derrotas y 79 goles a favor, gracias a nuevos futbolistas como los suizos Paul Arnold Walty y Ludwig Weber, los escoceses Jack Diment y Helscot, y los ingleses James Squire y Goodley (empleados de la fábrica textil de Dick). 
Fue el primer gran éxito del club, su primer título de campeón de Italia, cerrando el grupo final en el primer lugar con 6 puntos, contra los 5 de los genovéses. El once titular de la Juventus que logró el campeonato italiano por primera vez, según las crónicas a la época, estuvo formado de la siguiente manera:
| Alineación: - Domenico Durante - Gioacchino Armano - Oreste Mazzia - Paul Arnold Walty - Giovanni Goccione - Jack Diment - Alberto Barberis - Carlo Vittorio Varetti - Luigi Forlano - James Squair - Domenico Donna |  | Durante Squair Mazzia Varetti Armano Goccione Forlano Barberis Donna Walty Diment |
| |  |                                                                                   |
| Durante Squair Mazzia Varetti Armano Goccione Forlano Barberis Donna Walty Diment |  |                                                                                   |

En aquel año la Juventus también se adjudicó el Torneo de Segunda Categoría, (disputado entre los equipos reservas), derrotando por 1-0 y 3-0 al AC Milan; 2-0 y 3-0 al Genoa CFC. En esa misma temporada la sociedad cambió su sede a Via Donati 1 y el presidente firmó un largo contrato de arrendamiento para la utilización del Estadio Umberto I.

#### La dimisión de la sociedad (1906)
La Juventus inició la temporada 1905-06 con la obtención de la Copa Luigi Bozino al vencer por marcador de 2-1 al AC Milan en la ciudad de Turín, con dos goles de Luigi Forlano. En el campeonato italiano de 1906, los bianconeros ocuparon el primer lugar del grupo junto con el Milan Foot-Ball Club, igualando 1-1 en el encuentro final. La FIF decidió que ambos equipos disputaran un encuentro de desempate en el estadio de la Unione Sportiva Milanese el 6 de mayo, pero la Juventus renunció a disputar dicho encuentro mediante el siguiente comunicado:

La Dirección del Foot-Ball Club Juventus rechaza enérgicamente aceptar como campo de juego el estadio de la Unione Sportiva Milanese por considerarlo no neutral, por los siguientes motivos:
- No es justo que la Juventus tenga que trasladarse desde Turín a Milán.
- El Estadio de la Unione Sportiva Milanese es demasiado conocido por los futbolistas del Milan Cricket.
- No es justo que el Milan tenga el apoyo moral del público milanés.

La Dirección del Foot-Ball Club Juventus declara que si la decisión tomada por la FIF no es revocada, la Juventus se apartará del campeonato italiano de fútbol.

El Milan fue declarado vencedor de aquel encuentro por 2-0 gracias a la deliberación de la Federación Italiana de Fútbol y por lo tanto del título del IX Campeonato Federal. En el otoño de 1906, la Juventus logró por segunda vez el título de la Copa Luigi Bozino después de derrotar al F.C. Turinés (8-0) y al Milan (1-0) y alcanza el tercer lugar en el Campeonato de Segunda Categoría.
En el mismo año el presidente de la sociedad, Alfred Dick, que estaba meditando sobre la posibilidad de llevar el equipo al extranjero, incluso cambiarle el nombre a la sociedad por Jugend Fussballverein, tras diversas discusiones con los socios del club, Alfred Dick decidió renunciar a la presidencia para fundar, (con el apoyo de algunos futbolistas como Diment, Ballinger, Mazzia y Squair) el Torino Football Club. Por lo tanto, el equipo bianconero se quedó con pocos futbolistas y escasos recursos financieros y la presidencia de la sociedad le fue asignada a Carlo Vittorio Varetti.

#### Los campeonatos F.I.F. y el Trofeo Henry Dapples (1907-1909)
Como consecuencia de la renuncia de Alfred Dick, la Juventus se privó de algunos de sus mejores elementos y regresó al campo del Estadio Piazza D'Armi, en el campeonato italiano los bianconeros, fueron eliminados por el Torino Football Club el 13 de enero de 1907 (1-2 en la ida y 1-4 en la vuelta), cerraron el campeonato en el segundo lugar de las eliminatorias piamontesas. En octubre del mismo año, en una sesión extraordinaria de la Federación Italiana de Fútbol se tomó la decisión de dividir, por primera vez en la historia del fútbol italiano, el campeonato. Los motivos fueron el incremento de futbolistas extranjeros en los equipos italianos. El acuerdo, en principio, parecía implicar a todas los clubes, pero en el momento de la votación los delegados de Milán, Turín, Libertas, Génova y Nápoles, dejaron la sesión por protesta. Se decidió disputar dos campeonatos con la misma importancia: el primero llamado Campeonato Federal (Copa James R. Spensley), abierto a los equipos con futbolistas extranjeros, y el segundo denominado Campeonato Italiano (Copa Romolo Buni), para equipos compuestos enteramente por futbolistas de origen italiano. Además obtiene el Trofeo Henry Dapples (it. Palla d'Argento Henry Daples), una nueva competición internacional para la época, en dos ocasiones durante el año 1908.
En enero del año siguiente se disputó la competición de ida del primer torneo futbolístico en la ciudad de Génova, contra la Andrea Doria Genova, donde la Juve lograría una victoria por 3-0. Un mes más tarde, se realizaría el encuentro de vuelta con victoria para el Andrea Doria. Por lo que fue necesario disputar un encuentro de desempate, a pocos minutos del final la Juventus estaba adelante en el marcador por 2-1, sin embargo la Andrea Doria Genova lograría empatar 2-2, y el encuentro fue anulado por un error arbitral. Dos meses después, se disputó nuevamente el encuentro entre ambos equipos, esta vez con victoria por 5-1 para los bianconeros.
La Juventus participó en la Copa Romolo Buni, (como campeones del Campeonato Federal) junto con otros tres equipos. El 1 de marzo, la Juve consiguió un empate por 1-1 ante el US Pro Vercelli Calcio, sin embargo la Juventus decidió no disputar el encuentro de vuelta en Turín, en protesta por la prohibición del uso de futbolistas extranjeros. En 1909, con la segunda victoria consecutiva de la Juventus en la Copa Spensley y el tercer lugar obtenido en las eliminatorias piamonteses del campeonato italiano (que marcó el regreso de futbolistas extranjeros a los clubes), se cerró el ciclo de futbolistas pioneros como Umberto Malvano y Domenico Donna.

#### El tercer lugar en el campeonato (1910)
En 1910, la decimotercera edición de la liga italiana de fútbol, fue la primera en la historia del fútbol italiano que se disputa en encuentros de ida y vuelta, inspirada en el modelo británico de la FA Premier League, en una ronda para la adjudicación del título y el descenso a la segunda categoría. Finalmente la Juventus finalizaría en la tercera posición con 9 victorias, 2 empates y 5 derrotas.

#### Los años difíciles (1911-1913)
La decimocuarta liga de fútbol, fue la primera donde se les permitió la participación a equipos de la Región Nordeste de Italia (Véneto y Emilia) y también la primera en que el calendario fue presentado por la Federación Italiana de Fútbol, donde la Juventus finalizaría en el último lugar de su grupo. La Juventus se presentó al campeonato de 1911-12 con un equipo compuesto por solo 10 futbolistas, terminado en el octavo lugar con 9 puntos.
En la temporada 1912-13, se formó un nuevo grupo con equipos de la Región Central de Italia, donde los ganadores de cada grupo accedían directamente a la final del campeonato y el último descendía de categoría, la Juve ocuparía nuevamente el último lugar en el Grupo Piamontés, como resultado de un período crítico en la economía del club, pero al igual que los otros dos equipos que finalizaron en el último lugar (Racing Libertas y Modena FC) serían readmitidos en el campeonato por una nueva ampliación de equipos en el siguiente torneo.

#### La reconstrucción de la sociedad (1914-1916)
A raíz de la crisis que sufrió el club por aquellos años, la Juventus estuvo considerada como una escuadra de segundo orden respecto a las potencias futbolísticas de la época (sobre todo el US Pro Vercelli Calcio y el AS Casale). La Vecchia Signora comenzó una nueva etapa con la presidencia del exfutbolista y dirigente del club, Giuseppe Hess, finalizando segundo en el grupo lombardo y cuarto en el grupo final del Campionato dell'Alta Italia.
En octubre de 1914, el campeonato nacional se realizó con normalidad, pero, debido al ingreso del Ejército Italiano en Austria a inicios de la Primera Guerra Mundial, fue suspendido hasta 1920 (asignándose el título al Genoa, el puntero de aquel campeonato), ubicándose la Juve como segundo en el grupo de las semifinales. Los clubes italianos fueron debilitados a consecuencia de la participación de gran parte de sus jugadores y/o dirigentes en el frente de batalla, como fueron los casos de Enrico Canfari (primer presidente del club) y de Giuseppe Hess (el presidente en ejercicio en aquel tiempo), por ello la gestión del club sería encomendada, de manera provisional, al triunvirato de comisionados de guerra Armando, Zambelli y Nizza. A pesar de la suspensión del campeonato nacional y el poco interés del público a causa del conflicto, los clubes participaron en una serie de torneos como la Copa Mauro y la Copa Federal en 1916, donde la Juventus, en calidad de campeona de su grupo eliminatorio, disputó las semifinales con el AC Milan, el Genoa, el Casale y el Modena.

#### El debut en el Estadio de Corso Marsiglia (1920-1922)
En 1920, ya reanudado el campeonato nacional, el guardameta Giovanni Giacone pasaría a la historia como el primer futbolista de la Vecchia Signora que fuese convocado a la selección nacional, creada en 1910, junto con sus compañeros Oswaldo Novo y Antonio Bruna, (en un amistoso Suiza 3-0 Italia). En el campeonato de la temporada 1919-20, donde se inscribieron 67 clubes en total, los bianconeros finalizaron en el segundo puesto del grupo final (y como campeona de la Región Piamonte). Ese mismo año, la Juventus se inscribió en el campeonato de la Confederación Italiana de Fútbol, una organización disidente de la FIF, terminando aquella temporada en cuarto lugar de su liga regional (en las que, a su vez, estuvieron subdivididas ambos campeonatos federativos). 
La crisis del fútbol italiano llegaría a su cenit en la temporada siguiente con el Campeonato de los dos Scudettos, (Novara Calcio vencería el scudetto para la FIF y el Pro Vercelli para la CIF) y la posterior división de estos en tres campeonatos de liga interregionales: Liga Norte, Liga Centro y Liga Sur. Corrado Corradini, un poeta y literato que ocupó la presidencia del club en la temporada 1920-21, fue el autor del Himno Oficial del Club, una normativa muy usual entre los clubes europeos. El 19 de octubre de 1922, durante la presidencia del empresario Gino Olivetti, se inauguró el Estadio Corso di Marsiglia con capacidad para 15 000 espectadores. En este escenario la Juventus disputaría sus encuentros como local, tal como lo hizo en el campeonato nacional de la CIF (Confederación Italiana de Fútbol), donde terminaría ubicada en el sexto lugar del grupo final.

#### La alianza de la Juventus con la Familia Agnelli (1923)

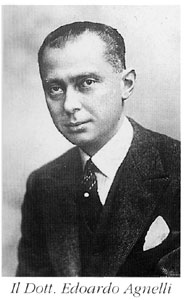
Edoardo Agnelli, presidente de la Juventus desde 1923 hasta 1935.

El 24 de julio de 1923, la Familia Agnelli, propietaria de la FIAT, tomó participación en el club por vez primera a través de la figura de Edoardo Agnelli, hijo del fundador de la empresa y electo presidente de la sociedad. Ese mismo año el club terminó en el quinto puesto del Grupo B del campeonato de la Liga Norte.
En la temporada 1923-24, como resultado del Proyecto Pozzo (una reforma del campeonato italiano realizada por Vittorio Pozzo en 1921), el torneo se dividió en dos grandes grupos: la Liga del Norte y la Liga Sur. En esa misma temporada se produjo el debut del arquero Gianpiero Combi, junto a Virginio Rosetta (quien llegó al club procedente del Pro Vercelli en 1926), Federico Munerati, Aldo Borel, Carlo Bigatto y Giuseppe Grabbi y la llegada a la capital piamontesa del primer entrenador en la historia de los bianconeros, el húngaro Jenő Károly.

#### El tercer puesto en el campeonato (1925)
Al inicio de la temporada 1924-25, la Juventus se reforzó con los futbolistas József Viola de Hungría y el delantero italiano Piero Pastore, que con 15 años de edad se convirtió en el futbolista más joven en debutar con la camiseta de la Juventus. El equipo a pesar de contar con Federico Munerati (anotador de 14 goles esa temporada), ocupó el tercer lugar en el Grupo B de la Liga Norte a dos puntos de distancia del líder Bologna, luego vencedor del torneo. A nivel corporativo, la sociedad organizó en la ciudad de Turín diversos cuadros de gestión para asignar tareas específicas a sus dirigentes.

#### La Reconquista de Italia (1926)
En la temporada 1925-26 la FIF autorizó el ingreso de futbolistas extranjeros en el campeonato, la Juventus ocuparía el primer puesto de su grupo gracias a sus 9 victorias consecutivas, para un total de 17 encuentros sin sufrir derrotas, es de hacer notar que durante los 9 victorias consecutivas, los bianconeros permanecieron 934 minutos sin recibir un gol (récord del fútbol italiano), con grandes actuaciones del guardameta Gianpiero Combi y los defensas Virginio Rosetta y Luigi Allemandi. Con 17 victorias, 3 empates y 2 derrotas, la Vecchia Signora clasificó por primera vez en cinco años a la final de la Liga Norte ante el Bologna. El encuentro de ida se disputó el 11 de junio de 1926 con empate 2-2, mientras que el encuentro de vuelta se disputó el 25 de julio del mismo año en la ciudad de Turín finalizando 0-0. El entrenador juventino Jenő Károly falleció de un infarto el 28 de julio, cinco días antes de que se disputara el encuentro de desempate. En tal definición, jugada en Milán el 1 de agosto la Juventus venció por 2-0.
La Juventus en calidad de campeón de la Liga Norte, disputó la final del campeonato ante el Alba Roma (campeón de la Liga Sur), venciendo en el encuentro de ida por 7-1 en Turín el 8 de agosto y en el encuentro de vuelta por 5-0 en Roma el 22 de agosto de 1926. Así la Juventus con 37 puntos de un total de 45 y con el mejor ataque y la defensa del torneo (84 goles a favor y 17 en contra), se adjudicó el título después de 21 años.

#### El debut en la Copa Italia (1927)
En el campeonato nacional 1926-27, la Vecchia Signora bajo la dirección técnica del escocés George Aitken en sustitución del húngaro Jeno Károly; clasificó en el primer lugar de su grupo con 27 puntos, (44 goles a favor y 10 en contra). En el grupo final de la División Nacional compuesto por 6 equipos, los bianconeros finalizaron en el tercer lugar con 11 puntos (24 goles a favor y 13 en contra), después de haber obtenido dos victorias históricas ante el Genoa por 6-0 y ante el AC Milan por 8-2 en Turín el 10 de julio de 1927, además de un derbi turinés con un precedente polémico ya que un dirigente del Torino, le habría pagado al defensa juventino Luigi Allemandi la cantidad de 50.000 liras en dos partes, para que este arreglara el derbi disputado el 5 de junio de 1927. El resultado final fue de 2-1 a favor del Torino, aunque con una buena actuación de Allemandi por lo que el dirigente granate se negó a pagarle las 25.000 liras restantes al defensa. Después de diversas investigaciones por parte de la Federación Italiana de Fútbol, se optó por revocarle el título al Torino y suspender de por vida a Allemandi, el cual fue cedido al Inter pero sería absuelto tras obtener con la Selección Italiana la Medalla de bronce en los Juegos Olímpicos de Ámsterdam 1928. La Juventus no recibió ninguna sanción ya que se defendió explicando que el defensa había actuado de manera independiente.
En esa misma temporada, la Juventus participó por primera vez en la Copa Italia, avanzando hasta la cuarta fase después de sus victorias ante el Cento por 15-0 (la victoria con la mayor diferencia de goles en la historia bianconera) y ante el Parma por 2-0. En la cuarta ronda la Juventus debía enfrentarse al Milan, sin embargo el encuentro no fue disputado, al igual que otros ocho, por falta de fechas disponibles entre los equipos clasificados.

#### La creación del Campionato a Girone Único (1928-1930)

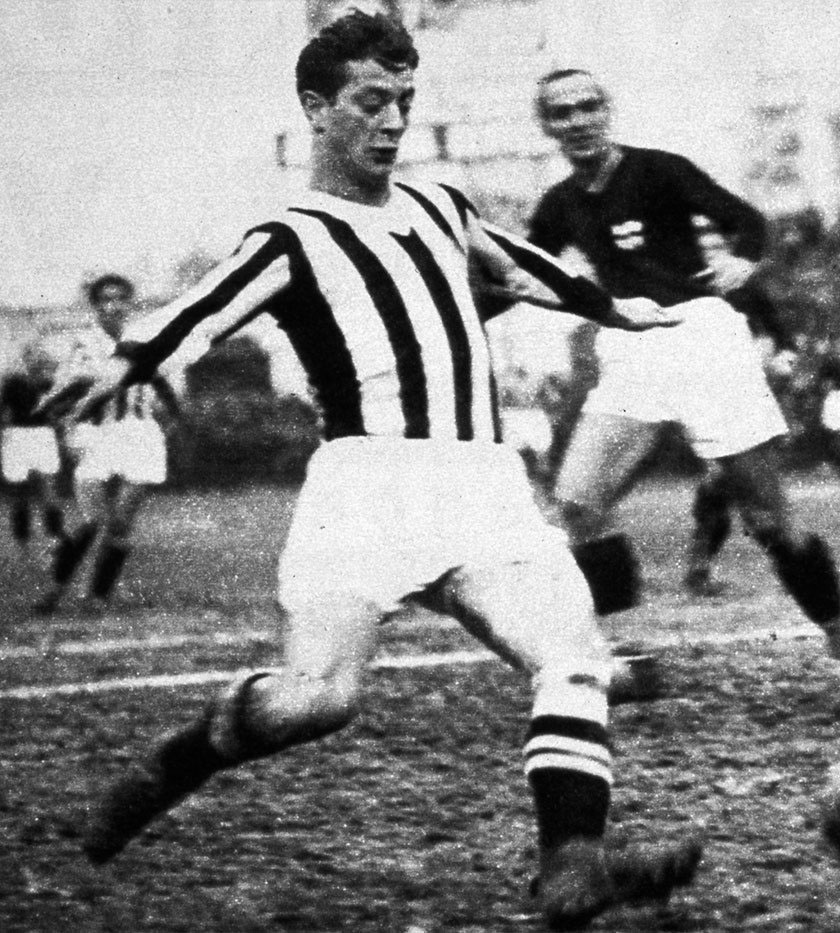
Renato Cesarini, arribó a la Juventus en 1929 proveniente de Chacarita Juniors de Argentina.

En 1928, las nuevas leyes fascistas prohibieron la inclusión de futbolistas extranjeros en las plantillas de los equipos del campeonato italiano, por esta razón la Juventus se vio obligada a ceder a Ferenc Hirzer, quien volvió a Hungría y fue reemplazado por Luigi Cevenini procedente del Inter. Los bianconeros finalizaron el campeonato 1927-28 en el segundo lugar del grupo B de la División Nacional, y luego alcanzaría el tercer lugar en el grupo final del torneo. Después de los Juegos Olímpicos de Ámsterdam de aquel año, dos futbolistas argentinos conocidos por sus buenas actuaciones fueron contratados por la Juventus: el lateral izquierdo Raimundo Orsi y el centrocampista Luis Monti, que integrarían la selección argentina subcampeona del mundo en 1930. También arribaron al club turinés Mario Varglien y Umberto Caligaris, que junto a Combi y Rosetta formarían el mítico trío defensivo de la Juventus y la selección italiana durante los años 30, una de las líneas defensivas más legendarias de todos los tiempos.
El campeonato 1928-29, fue el último que se disputó mediante el formato de grupos. El equipo turinés ocupó el segundo lugar de su grupo formado por 16 equipos, con 76 goles a favor y 25 en contra. Cabe destacar las victorias por 11-0 ante la Fiorentina el 7 de octubre y ante la U. S. Fiumana el 4 de noviembre de 1928 y su serie de 12 victorias consecutivas. Al final del campeonato, la Juventus participó por primera vez en un torneo internacional, la Copa de Europa Central, alcanzando los cuartos de final. La segunda mitad del año 1929 registró la creación del Campionato a Girone Unico (Campeonato a Grupo Único), o bien el nacimiento de la Serie A y la Serie B con 18 equipos. Los juventinos reforzados con Renato Cesarini, finalizaron el primer campeonato de Serie A en el tercer lugar marcando 78 goles, con 5 puntos menos que el Ambrosiana-Inter, campeón del torneo.

### ElQuinquenio de Oro(1930-1935)

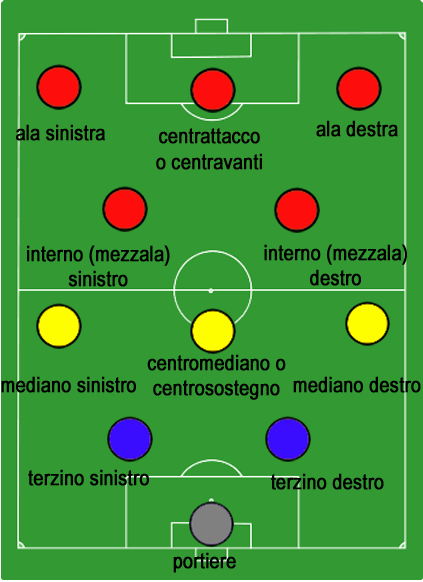
Posición táctica utilizada por la Juventus durante los años 1930

Bajo la dirección del técnico italiano Carlo Carcano quien arribó al club en 1930, junto a las figuras que vencieron en 1926, se les sumarían los futbolistas Mario Varglien, Giovanni Varglien, Luis Monti, Luigi Bertolini, Renato Cesarini, Giovanni Ferrari, Raimundo Orsi y Felice Borel; con ellos la Juventus lograría durante cinco años consecutivos la conquista del scudetto. Muestras de la escuadra de Carcano fueron el triángulo defensivo Combi - Rosetta - Caligaris y el protagonismo de Renato Cesarini en la labor creativa (de hecho, por sus goles en los últimos instantes de algunos encuentros con el club turinés y el seleccionado italiano, el periodista Eugenio Danese acuñó la expresión Zona Cesarini. La Juve se adjudicaría el título de la temporada 1930-31 con 55 puntos cuatro más que la Roma. En el ámbito internacional, la Juventus llegó a los cuartos de final de la Copa Mitropa, donde sería derrotada por el Sparta Praga por marcador global de 3-2. La temporada siguiente se convirtió en una batalla cabeza a cabeza, especialmente en la segunda mitad del torneo, entre el campeón Juventus y el Bologna, con el delantero Angelo Schiavio como líder del equipo. La victoria por 3-2 de la Juve sobre el Bolonia el 1 de mayo de 1932 fue crucial para la obtención de su segundo título consecutivo y el cuarto en su historia, la Juventus finalizó el torneo con 54 puntos (uno menos que en la temporada anterior), incluyendo diez victorias consecutivas.
En la temporada 1932-33, llegaron al equipo turinés el vercellesi Teobaldo Depetrini y Pedro Sernagiotto, también fue la temporada en que se produce el debut de Felice Borel con tan solo 18 años de edad, quien se convertiría en el capocannoniere del torneo con 29 goles en 28 encuentros. El inicio del campeonato fue amargo para los bianconeros, con dos derrotas en los tres primeros encuentros, a pesar de esto la Juventus llegó a la cima del campeonato tras obtener una victoria en el Derby de Turín por 1-0 en la décima jornada del campeonato. Con una notable mitad de temporada (13 victorias en 17 encuentros), la Juventus se proclamó tricampeón de Italia dos días antes del final del campeonato tras derrotar al Milan por marcador de 3-0. En la temporada 1933-34, la Juventus hizo su debut en el Estadio Municipal Benito Mussolini (posteriormente denominado Estadio Vittorio Pozzo y, después de los Juegos Olímpicos de Turín 2006, Estadio Olímpico de Turín) con una capacidad para 65.000 espectadores, fue inaugurado el 14 de mayo de 1933 y la Juventus obtuvo nuevamente el scudetto con 23 victorias, 7 empates y 4 derrotas.

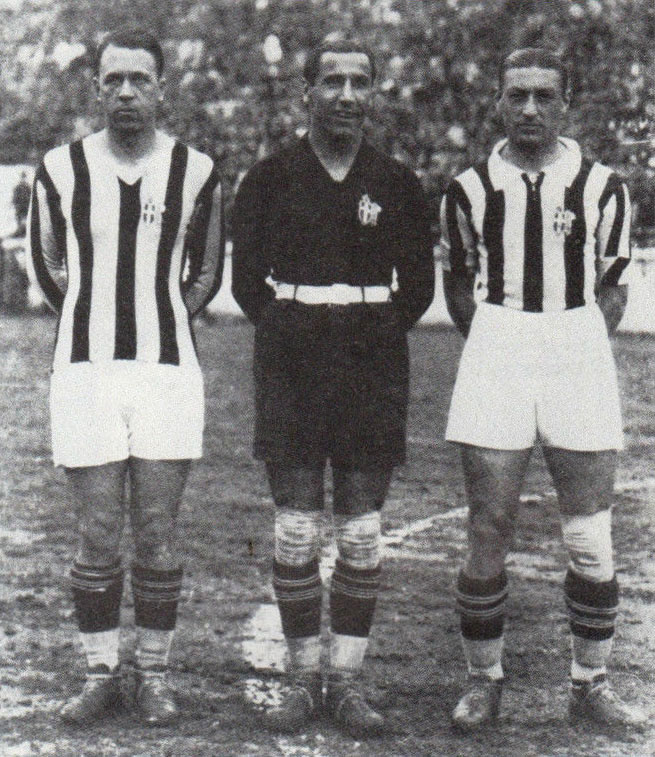
El Trío de Contadores, las líneas defensivas de la Juventus y la selección italiana durante los años 1930, compuesto por Virginio Rosetta, Gianpiero Combi y Umberto Caligaris.

La Juventus culminaría el denominado Quinquenio de Oro con el debut de los juveniles Pietro Rava y Alfredo Foni (quienes posteriormente ganaron la Medalla de Oro en los Juegos Olímpicos de Berlín 1936 y la Copa Mundial de Fútbol de 1938) en el primer equipo en la temporada 1934-35, venciendo con 2 puntos, por tercer año consecutivo, por encima del Inter de Milán. El 14 de julio de 1935, la sociedad bianconera sufrió la desaparición de su presidente Edoardo Agnelli en un accidente aéreo acaecido en la ciudad de Génova.

### La conquista de la Copa Italia y dos títulos de Serie A (1937-1952)
Después del éxito alcanzado en la Serie A durante la primera mitad de la década de 1930, la Juventus obtendría su primera Copa Italia en la temporada 1937-38, tras vencer en la final a su rival de ciudad el Torino por marcador global de 5-2, logro que volvería a repetir en la temporada 1941-42 esta vez venciendo en la final al AC Milan. En 1943, la Juventus adoptaría el nombre de Juventus-Cisitalia, en relación con la Compagnia Industriale Sportiva Italia, cuyo propietario, Peter Dusio era el entonces presidente bianconero. Durante los años 40 la Juventus solo realizó campañas irregulares en los torneos nacionales, que fueron dominados por el Torino, llevando a una sequía que terminó con la obtención del título de la temporada 1949-50, el octavo en la historia del club, bajo la dirección del técnico inglés Jesse Carver, obteniendo 62 puntos, cinco más que su más cercano perseguidor el AC Milan. En 1951, la Juventus participó en la Copa de Río (un torneo mundial de clubes disputado por equipos de Sudamérica y Europa) donde obtendría el subcampeonato tras ser derrotado en la final por el Palmeiras de Brasil. Ese mismo año con el arribo del técnico húngaro György Sárosi, la Juventus obtendría su noveno título de Serie A en la temporada 1951-52, con una gran actuación del delantero danés John Hansen que resultaría goleador del campeonato con 30 anotaciones.

### ElTrío Mágico(1957-1961)

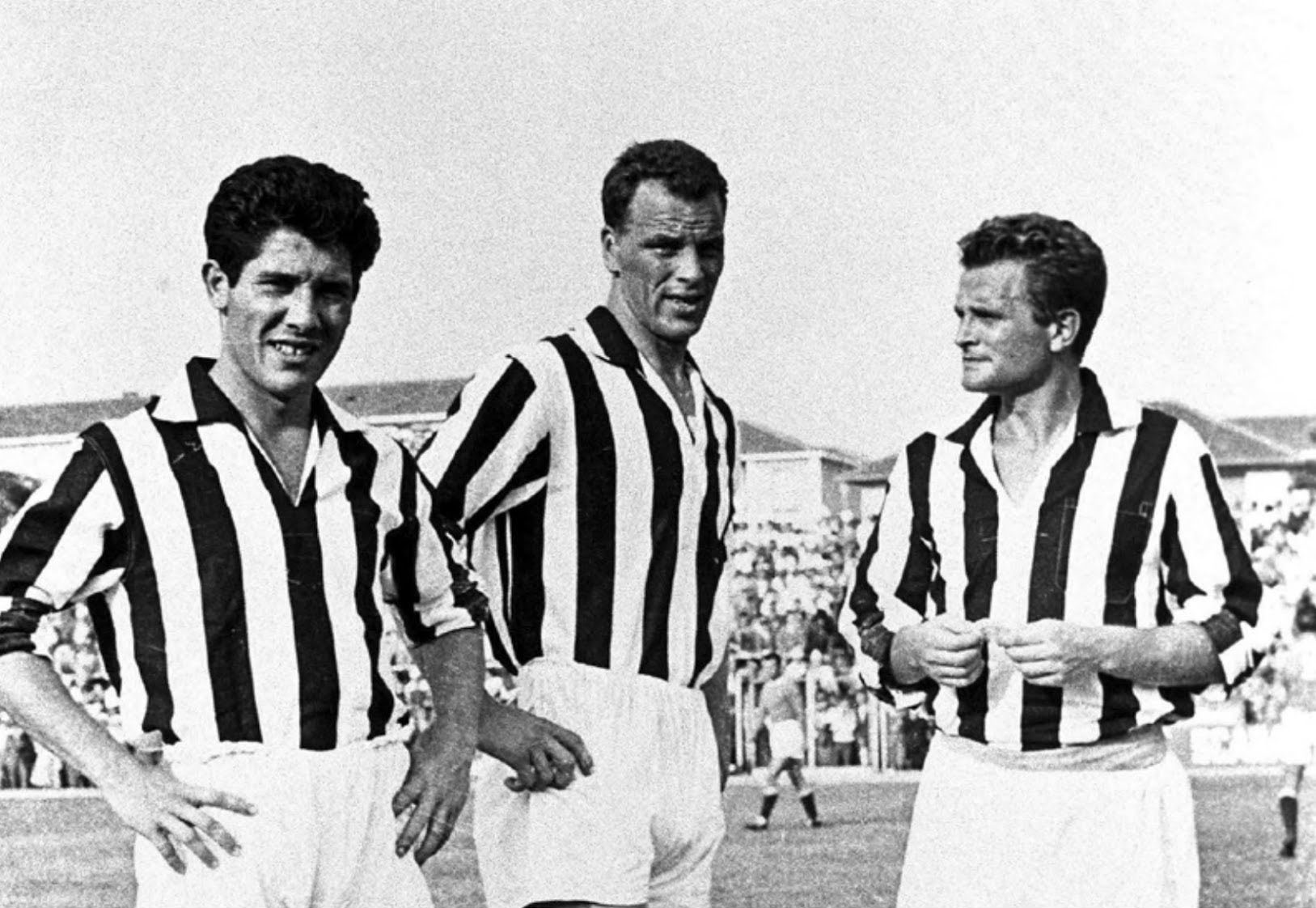
El Trío Mágico compuesto por Omar Sívori, John Charles y Giampiero Boniperti.

En 1957, durante la presidencia de Umberto Agnelli, (hermano menor de Gianni), arribaron al club el delantero argentino Omar Sívori, procedente de River Plate y el galés John Charles, procedente del Leeds United, quienes ayudaron a Boniperti, en función de enganche, a formar un trío de ataque conocido en Italia como El Trío Mágico. Ellos fueron importantes en la conquista del décimo scudetto con 51 puntos y por tanto, de la primera Estrella de Oro al Mérito Deportivo otorgada por la Federación Italiana de Fútbol, juntos consiguieron tres campeonatos de Serie A y dos Copas de Italia. La Juventus ganó el campeonato y la Copa Italia en 1960, con 55 puntos en liga y en la copa, con victoria final 3-2 ante la Fiorentina. En 1961, con los seis goles anotados por Sívori (Balón de Oro esa misma temporada) en el 9-1 al Inter de Milán, la Juve conquistó la liga italiana totalizando 49 puntos, y al final de la temporada, Boniperti se retiró tras jugar 16 años en la Juventus.

### Un nuevo título de Serie A y la final de la Copa de Ferias (1962-1971)
Durante el resto de la década de 1960, la Juventus venció en una sola ocasión en el campeonato, en la temporada 1966-67, bajo la guía del técnico paraguayo Heriberto Herrera, uno de los precursores en Italia del Movimiento, un esquema táctico predecesor del Fútbol total holandés. La Juve obtuvo el campeonato tras lograr 18 victorias, 13 empates y 3 derrotas, con una notable actuación del defensa italiano Sandro Salvadore que había arribado al club en 1962. En 1965, la Juventus se adjudicó su quinta Copa Italia, venciendo en la final al Inter de Milán por marcador de 1-0. El 27 de junio de 1967, la Juventus adoptaría el rango de sociedad anónima (S.A.). En la temporada 1970-71, los bianconeros disputaron por segunda ocasión la final de la Copa de Ferias donde serían derrotados por el Leeds United de Inglaterra. El 13 de julio de 1971, el ex símbolo bianconero Giampiero Boniperti se convirtió en el presidente de la sociedad.

### ElCiclo Legendario(1972-1986)
Tras la derrota, por segunda ocasión, en la final de la Copa de Ferias, y con la figura del exfutbolista juventino Giampiero Boniperti asumiendo la presidencia del club, se abrió un gran ciclo de éxitos para la Vecchia Signora, el denominado Ciclo Legendario. Durante este período la Juventus consiguió 9 títulos de liga, 2 Copas de Italia y todos los torneos internacionales organizados por la UEFA.

#### El granBloque Juvede Boniperti (1972-1980)

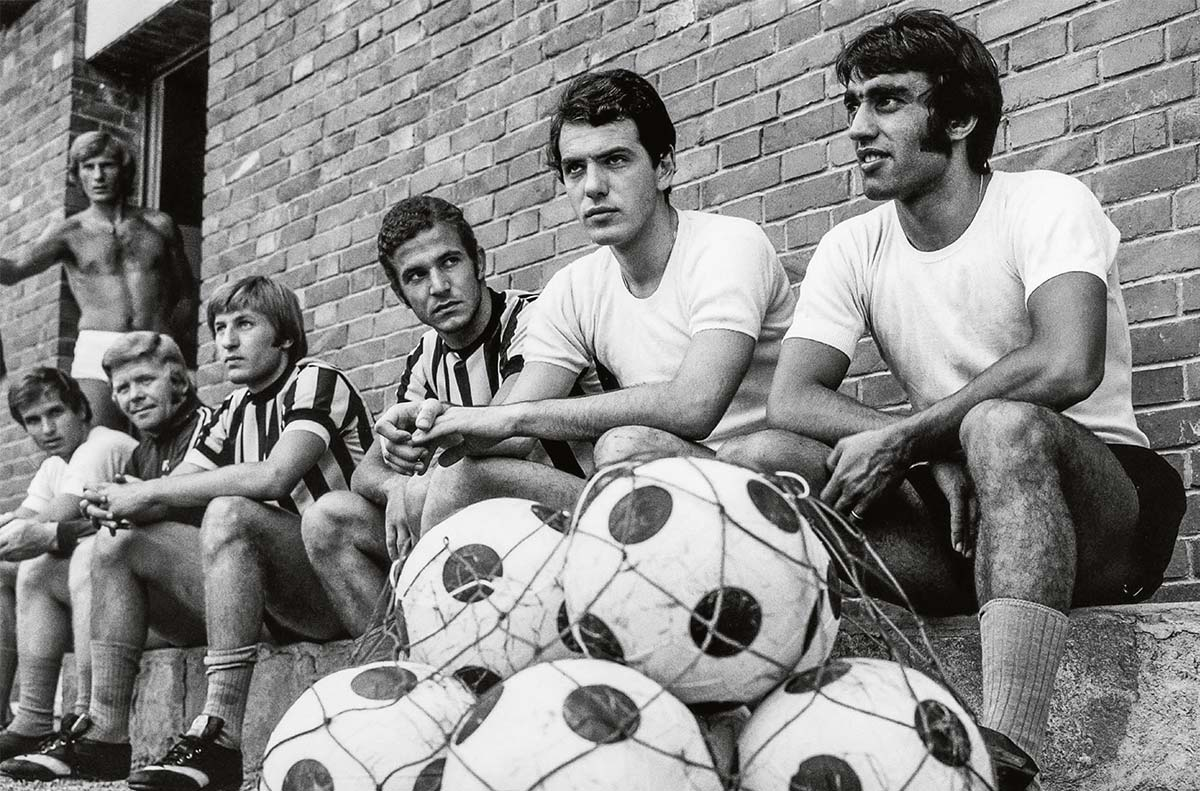
Roveta, Morini (de pie), Haller, Marchetti, Spinosi, Bettega y Anastasi en Villar Perosa, histórica sede de entrenamiento de la Juventus, durante la pretemporada 1971-72.

El plan de trabajo de Boniperti consistió en fichar a los mejores futbolistas del campeonato nacional, esta etapa estuvo caracterizada por la conformación de los futuros futbolistas clave del proceso, al club llegaron Dino Zoff, Fabio Capello, Roberto Bettega, Franco Causio, Giuseppe Furino, Claudio Gentile, entre otros. La Juventus logró una marca de 903 minutos sin recibir goles entre septiembre de 1973 y marzo de 1974, (actualmente es la segunda mejor marca en la historia de la Serie A), obteniendo así el título de la temporada 1972-73, con 45 puntos uno más que el AC Milan. En esa misma temporada, la Juventus alcanzó por primera vez en su historia la final de la Copa de Campeones de Europa, en Belgrado, donde cayó 1-0 ante el Ajax de Ámsterdam de los Países Bajos. Ante la renuncia del cuadro neerlandés a disputar la Copa Intercontinental, la UEFA dispuso que la Juventus (en calidad de subcampeón europeo) definiera el título con el campeón de la Copa Libertadores de América de aquel año, el Independiente de Argentina, en el encuentro único disputado en el Estadio Olímpico de Roma, la Juve cayó 0-1 contra los Diablos Rojos de Avellaneda.
Bajo la dirección técnica de Carlo Parola, en la temporada 1973-74 la Juve ocupó el segundo lugar en el campeonato, y llegó a la final de la Copa Italia. La temporada siguiente, el club nuevamente ganó el campeonato y llegó hasta las semifinales de la Copa de la UEFA. En 1977, ya con la guía de Trapattoni y sin futbolistas extranjeros en la plantilla, se conquistó el 17º scudetto (que refrendó en la temporada siguiente) logrando 51 puntos de 60 posibles, (récord actual en la Serie A y en puntaje con 16 equipos participantes), finalmente el 18 de mayo, en el Estadio de San Mamés de la ciudad española de Bilbao, la Juventus obtuvo su primera Copa de la UEFA con marcadores de 1-0 y 1-2 ante el Athletic Club, convirtiéndose así en el primer club italiano, y el primero del Sur de Europa, en haber conquistado dicha competición.

#### La conquista delGrand Slam(1981-1986)
La nueva década, con Trapattoni en el banquillo, se inició con éxitos, la Juventus obtuvo los campeonatos de las temporadas 1980-81 y 1981-82 (el vigésimo), tras la obtención de este último, se le otorgó al club la segunda Estrella de Oro al Mérito Deportivo, con el aporte de futbolistas como el centrodelantero Paolo Rossi (ex canterano del club), Domenico Marocchino y Giuseppe Galderisi. La Vecchia Signora logró también la Copa Italia de 1983 (al remontar un encuentro ante el Hellas Verona: por 0-2 y 3-0 en tiempo extra). En la misma temporada, la Juve ganó el Mundialito Clubes, pero fue derrotado una vez más en la final de la Copa de Campeones de Europa disputada en Atenas ante el Hamburgo S.V. de Alemania. Esa final fue la última presentación en el campo con los colores de la Juventus de dos futbolistas que hicieron historia en el club: el guardameta Dino Zoff y el atacante Roberto Bettega, el primero se retiró del fútbol unas pocas semanas más tarde, y el segundo finalizó su carrera en Canadá.
En la temporada de 1983-84, la Juventus conformó un equipo donde destacaban Stefano Tacconi, Cesare Prandelli, Michel Platini, Zbigniew Boniek, Massimo Bonini, Gaetano Scirea, Sergio Brio y Antonio Cabrini, en esa misma temporada, el club obtuvo el scudetto (con 43 puntos) y la Recopa de Europa en Basilea, con marcador de 2-1 ante el FC Porto el 16 de mayo de 1984. En la campaña del 85, la Juventus obtuvo la Supercopa de Europa en Turín, con marcador de 2-0 frente al Liverpool FC (16 de enero de 1985), y la Copa de Europa en Bruselas el 29 de mayo, por 1-0 ante el mismo rival. El 8 de diciembre del mismo año, la Juve conquistó la Copa Intercontinental por vez primera en su historia, aunque en este último caso ya sin Rossi (Balón de Oro en 1982, transferido al AC Milan), ni Boniek (transferido a la Roma) en el equipo, pero con el danés Michael Laudrup, Luciano Favero, Massimo Mauro y Lionello Manfredonia como nuevas figuras en Tokio, 6-4 (4-2 por penales, 2-2 en tiempo regular) ante el Argentinos Juniors.
Luego del triunfo en la Copa de Europa, la Juventus se consagró como la primera escuadra en conquistar los tres principales torneos europeos (denominado en ciertos medios periodísticos como el El Grand Slam), y con el triunfo de la Copa Intercontinental, como el primer club (y único hasta el presente) en ganar todas las competiciones internacionales a nivel de clubes reconocidas por la UEFA y la FIFA. La propia Unión Europea de Asociaciones de Fútbol le entregaría en reconocimiento la Placa de la UEFA (en. The UEFA Plaque) en Ginebra (Suiza) el 12 de julio de 1988. Tras la culminación, con la obtención de la Serie A de 1986 (logrado tras un gran arranque: 26 puntos de 30 posibles en la primera fase del campeonato) y 8 triunfos consecutivos desde inicio de temporada), algunos de sus jugadores se dejaron el deporte profesional (entre ellos Michel Platini).

### Los ciclos de Marchesi y Zoff (1986-1990)
La Vieja Señora atravesó años difíciles entre 1987 y 1990, con Rino Marchesi como director técnico la Juventus inició la temporada 1986-87 con una victoria por 2-0 sobre el Udinese, y superando al Inter de Milán en el segundo lugar al finalizar la temporada, cerrando el campeonato con 39 puntos, a 3 puntos del Napoli de Diego Armando Maradona y Bruno Giordano. La siguiente temporada fue muy irregular, la Juve finalizó en el sexto lugar, aunque logró clasificar a la Copa de la UEFA después de disputar un encuentro de desempate ante el Torino FC, que culminó con marcador de 4-2 en la tanda de penales. El 3 de septiembre de 1989, pereció en un accidente de tráfico en Polonia, Gaetano Scirea, capitán y símbolo del club. El equipo bianconero bajo la dirección de Dino Zoff, finalizó en el cuarto lugar del campeonato, al igual que en la temporada siguiente.

### El segundo ciclo de Trapattoni (1991-1995)
Después de que Giampiero Boniperti dejara la presidencia del club el 5 de febrero de 1990, el abogado italiano Vittorio Caissotti di Chiusano asumió funciones, a partir de ese año, el club decidió disputar sus encuentros de local en el Estadio de los Alpes (construido para la Copa Mundial de Fútbol de 1990), el cual pasaría propiedad definitiva del club en el año 2004. La Juve, con Dino Zoff en el banco, conseguiría su octava Copa Italia, derrotando en la final al AC Milan. También en ese mismo año, la Juventus obtendría la Copa de la UEFA después de dos emocionantes encuentros de ida y vuelta ante la ACF Fiorentina.
Bajo la dirección técnica de Luigi Maifredi, arribaron al club futbolistas como Júlio César da Silva, Paolo Di Canio, Roberto Baggio y Thomas Häßler. En esa temporada, el club alcanzó las semifinales de la Recopa de Europa, donde sería eliminado por el Barcelona. En la temporada 1991-92, el entrenador Giovanni Trapattoni regresó a la Juve, con él en el banquillo, el club nuevamente obtuvo su nivel competitivo, a pesar de esto perdió la final de la Copa Italia contra el Parma. En la siguiente temporada, el equipo fue reforzado con Andreas Möller y Gianluca Vialli y obtendría por tercera vez en su historia la Copa de la UEFA y en la liga ocuparía el cuarto lugar.

### La era vencedora de Lippi (1995-1999)
Procedente del Napoli, Marcello Lippi se hizo cargo de la Juventus en 1995. La Juve, después de nueve años sin victorias en el campeonato, logró la segunda dupleta de su historia. Además de ganar el Scudetto de la temporada 1994-95 con 96 goles a favor, 73 puntos, diez puntos de ventaja respecto al segundo, la Lazio, obtuvo su novena Copa Italia venciendo en la final al Parma FC, con marcador global de 3-0.

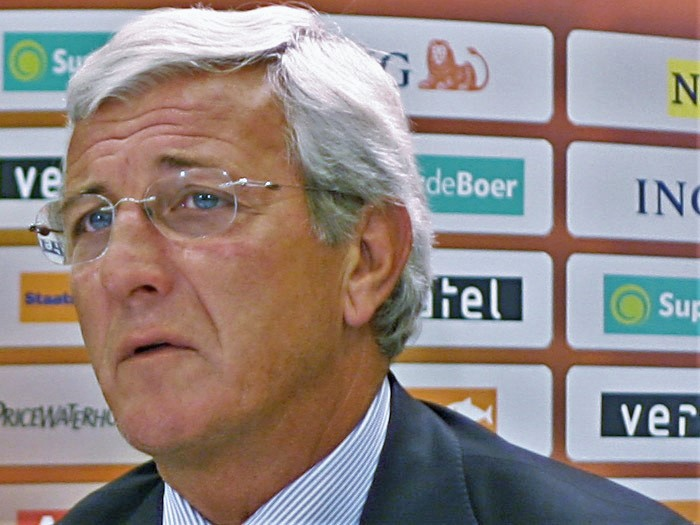
Marcello Lippi con 405 encuentros dirigidos es el segundo entrenador con más presencias en el banquillo de la Juventus.

Al año siguiente, la Juventus, que incluía en su equipo a futbolistas como Gianluca Vialli, Fabrizio Ravanelli, Paulo Sousa, Alessandro Del Piero, Angelo Peruzzi, Didier Deschamps, Antonio Conte, Ciro Ferrara y Gianluca Pessotto, conquistaron el último trofeo que le faltaba al club, la Supercopa de Italia (un trofeo creado por la Federación Italiana de Fútbol en 1988, siguiendo el modelo de la Supercopa de Europa).
En el plano internacional, tras nueve años de ausencia, la Juventus participó en la Copa de Europa (rebautizada desde 1993 como Liga de Campeones de la UEFA) y, tras eliminar en semifinales al Real Madrid (0-1 en Madrid, 2-0 en Turín), obtuvo el torneo (final disputada en Roma) ante el Ajax de Ámsterdam (1-1 en tiempo regular; 4-2 por penales). Aquel equipo presentaba en sus filas a Christian Vieri, Paolo Montero y Alen Bokšić. La temporada 1996-97, se inauguró con una nueva victoria en la Supercopa de Europa (además se uniría a sus filas un fichaje muy emocionante: Zinedine Zidane.), ante el París Saint Germain de Francia (6-1 en París y 3-1 en Palermo), y por segunda ocasión, la Copa Intercontinental por 1-0 frente al River Plate de Argentina, en el Estadio Olímpico de Tokio. Ese mismo año la Juventus celebró el centenario de su fundación con un evento denominado Juvecentus. 
En esa temporada, la Juventus obtuvo su título número 24, tras 17 victorias, 14 empates y 4 derrotas, logrando una histórica victoria por 6-1 ante el AC Milan en la vigésima sexta jornada del campeonato. La Juventus, tras previamente superar en las semifinales de la Liga de Campeones por 2-1 en el Amsterdam Arena, y 4-1 en el Estadio de los Alpes al Ajax, el club turinés llegó a la final realizada en la ciudad de Múnich, la cual perdió 1-3 contra el Borussia Dortmund de Alemania.
En 1998, tras superar, por semifinales, 4-1 y 2-3 al AS Mónaco, la Juve avanzó por tercera vez consecutiva a la final de la Copa de Europa, esta vez en Ámsterdam donde cayó 0-1 contra el Real Madrid. En 1999, con Carlo Ancelotti al frente del cuerpo técnico del club en reemplazo de Lippi, alcanzó, las semifinales de la Copa de Europa, pero caería en la eliminatoria ante el Manchester United por marcador global de 4-3.

### ElSigloXXI(2001-presente)

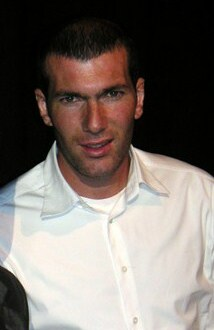
Zinédine Zidane, el segundo traspaso más caro de la historia.

En la temporada 1999-2000, bajo la dirección de Ancelotti, la Juventus ganó la Copa Intertoto de la UEFA, que le dio el derecho de participar en la Copa de la UEFA 1999-2000 (donde la Juve sería eliminada en los octavos de final por el Celta de Vigo), Tras tres temporadas sin obtener títulos, Vittorio Caissotti di Chiusano (presidente del club en ese momento) decidió contratar a una serie de futbolistas para renovar la plantilla, entre los que se encontraban el arquero Gianluigi Buffon, el lateral derecho Lilian Thuram (ambos ex Parma) y el centrocampista checo Pavel Nedvěd (ex SS Lazio). En agosto de 2001, Zinedine Zidane fue transferido al Real Madrid de España, por la suma de 73,5 millones de euros (el segundo traspaso más costoso de la historia). El 20 de diciembre del mismo año, el club cotizó por primera vez parte de su accionariado en la Bolsa de Valores.
En la temporada 2002-03, después de obtener su tercera Supercopa de Italia contra el Parma, la Juventus lograría el campeonato de la liga con dos días de antelación, y disputó la final de la Liga de Campeones, tras superar al Barcelona en cuartos de final (1-1 en Turín y 2-1 en el Camp Nou) y al Real Madrid en semifinales (1-2 en el Estadio Santiago Bernabéu y 3-1 en el Delle Alpi). Disputando por séptima ocasión la final del torneo, realizado en Mánchester, el equipo cayó 2-3 en la definición por penales ante el AC Milan, luego de empatar sin goles en el tiempo regular y suplementario. Ese mismo año, Pavel Nedvěd obtendría el Balón de Oro, logrando hasta ese momento el octavo Balón de Oro para un futbolista de la Juventus.

#### El descenso a la Serie B y el regreso a la Serie A (2006-2008)
En junio del 2006, la Juventus inauguró su nuevo Centro de Entrenamiento de Vínovo, ubicado en la localidad de Acqui Teme (en las afueras de la ciudad de Turín). Ese mismo mes, a raíz del escándalo de interceptaciones telefónicas e influencia en la designación de árbitros del Fútbol Italiano (denominado Calciopoli), la familia Agnelli decidió nombrar a un nuevo Consejo de Administración en el club (destacando el empresario Giovanni Cobolli Gigli como nuevo presidente de la sociedad y los exfutbolistas, Marco Tardelli y Gianluca Pessotto). Didier Deschamps, reemplazó en la dirección técnica del club a Fabio Capello, convirtiéndose en el primer entrenador del club con origen no italiano después de 33 años.

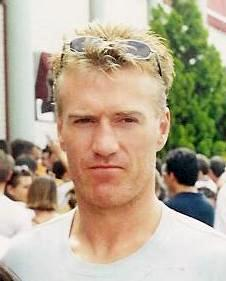
Didier Deschamps, encargado de dirigir al club en la Serie B

El 14 de julio de 2006, en torno a las 21:00 (CET) se publicó el fallo en primera instancia que indicaba el descenso administrativo a la Serie B de la Juventus, la revocación del scudetto de la temporada 2004-05 y la no asignación del scudetto de la temporada 2005-06 (a favor del Inter) y una penalización de 30 puntos para el campeonato 2006-07. Luego de la apelación de los clubes implicados ante el Tribunal de Justicia de la Federación Italiana de Fútbol, la penalización por puntos se redujo de 30 a 17 y el descenso a la Serie B (el descenso a la Serie B fue una sanción que solo se le aplicó al club bianconero), de manera similar a las sanciones asignadas a los otros tres clubes implicados: SS Lazio, ACF Fiorentina y AC Milan.
El descenso a la Serie B, hizo que la Juventus perdiera varios futbolistas importantes como Fabio Cannavaro, Lilian Thuram, Gianluca Zambrotta, Zlatan Ibrahimović, entre otros. En lo deportivo, el club, sumó 82 puntos en 39 encuentros disputados en la Serie B (27 victorias, 10 empates y 2 derrotas, incluyendo además una sanción disciplinaria de 9 puntos al inicio del torneo) y conquistó el campeonato, por lo que ascendió a la Serie A para disputar la temporada 2007-08, y el 4 de junio de 2007, Claudio Ranieri fue nombrado oficialmente como entrenador de la Juve. El regreso de la Juventus a la Serie A, se produjo oficialmente el sábado 25 de agosto de 2007, en un encuentro ante el Livorno, que finalizó con marcador de 5-1 a favor de los bianconeros y al final de la temporada la Juventus ocupó la tercera posición en el campeonato, detrás del Inter y de la Roma.

#### LaVieja Guardia(2008-2009)

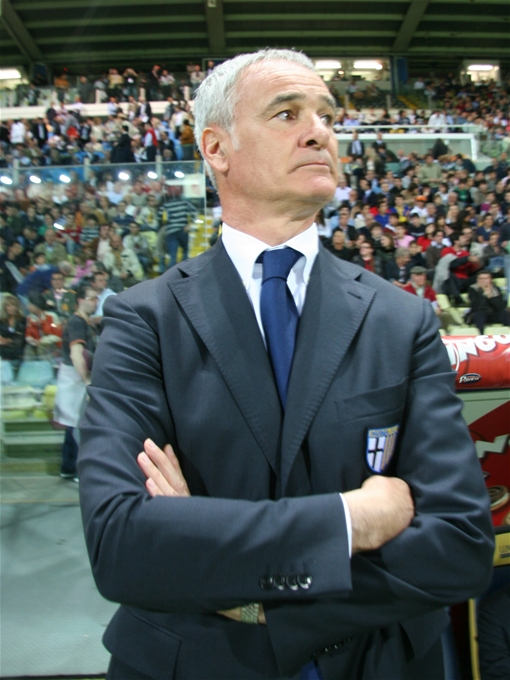
Claudio Ranieri, exentrenador de la Juventus

El 5 de julio de 2008, comenzó la nueva temporada para la Juventus dirigida por segundo año consecutivo por Claudio Ranieri y con las contrataciones de futbolistas como los suecos Albin Ekdal y Olof Mellberg, el defensa croata Dario Knežević, el danés Christian Poulsen y el delantero brasileño Amauri proveniente del US Palermo, también regresaron al club Sebastian Giovinco, Claudio Marchisio y Paolo De Ceglie quienes se encontraban a préstamo en el Empoli FC y en el AC Siena.
Después de disputar amistosos contra el Manchester United (0-0) y contra el Arsenal (1-0), el 13 de agosto de 2008, la Juve participó nuevamente en la Liga de Campeones de la UEFA, después de dos años de ausencia, enfrentando por la tercera ronda preliminar al Petržalka de Eslovaquia, el encuentro de ida se disputó en el Estadio Olímpico de Turín y finalizó con marcador de 4-0 a favor de los locales, mientras que el encuentro de vuelta culminó en empate 1-1. En la fase de grupos, la Juventus integró el Grupo H junto con el Real Madrid, FC BATE y el FC Zenit, debutando el 17 de septiembre de 2008, ante el Zenit con victoria para la Juventus por 1-0 con gol de Alessandro Del Piero. Al término de la fase de grupos, la Juventus ocupó el primer lugar con 12 puntos, avanzando a los octavos de final donde se enfrentó al Chelsea, siendo eliminado por marcador global de 3-2.

### El pentacampeonato (2011-actualidad)

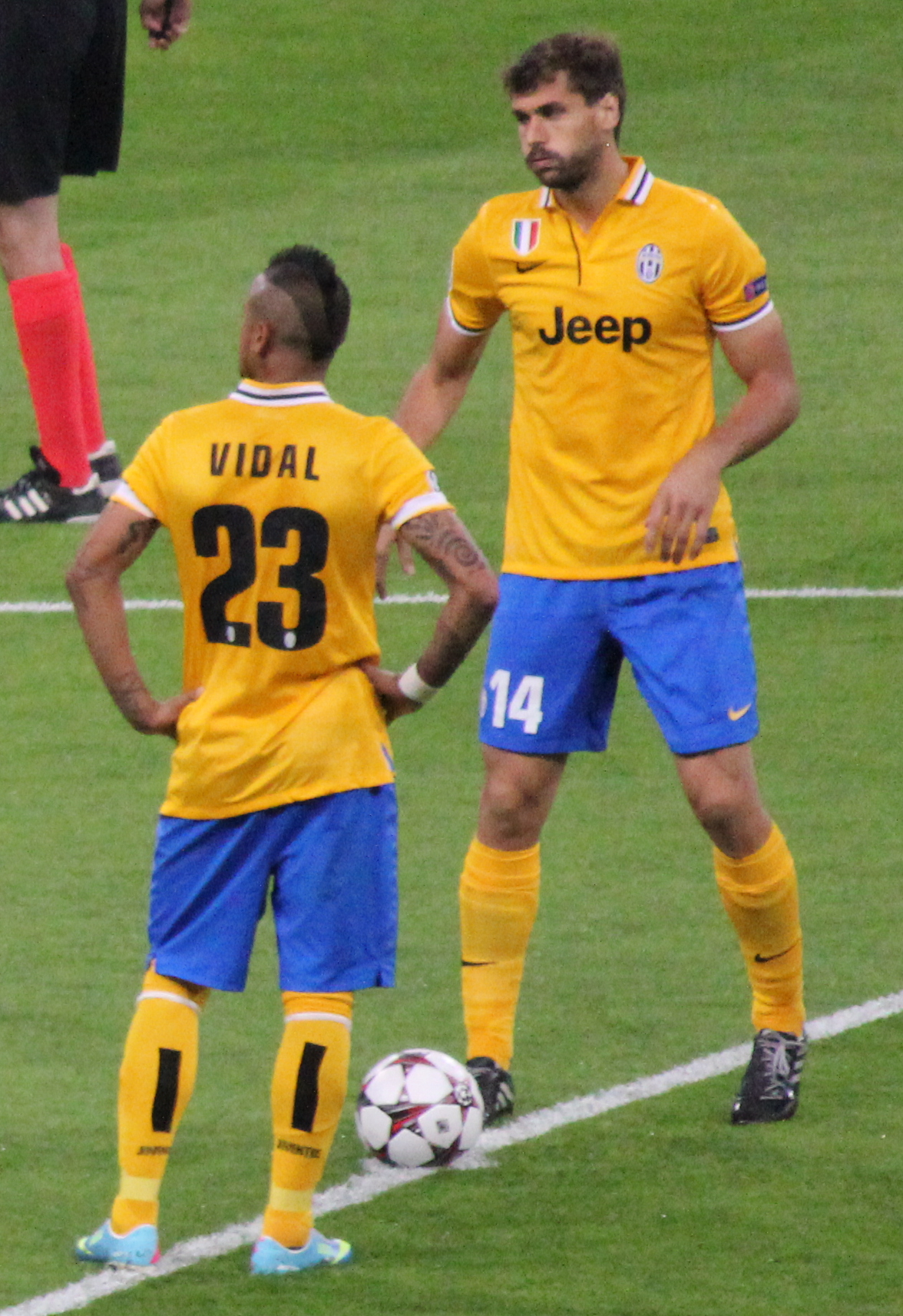
Arturo Vidal y Fernando Llorente en la Liga de Campeones 2013-14.

El 6 de mayo de 2012, después de nueve años, la Juventus se consagró campeón de la Serie A 2011-12, venciendo por marcador de 2:0 al Cagliari Calcio, adjudicándose así su vigésimo octavo scudetto. Además, la Juventus terminó el campeonato sin derrotas, con veintitrés victorias, quince empates y ochenta y cuatro puntos. Sin embargo en la Copa Italia 2011-12 perdió en la final contra el Napoli con resultado de 2:0, no pudiendo conseguir el doblete, pero sí obtuvo la Supercopa de Italia 2012 venciendo a los napolitanos con marcador de 4:2. La Juventus volvió a proclamarse campeón de la Serie A en su temporada 2012-13 el 5 de mayo de 2013, al ganar por 1:0 al Palermo, después de haber dominado claramente la competición al ser líderes desde la segunda jornada.
En la Liga de Campeones llegaron hasta los cuartos de final, siendo eliminados por el futuro campeón de esta competición, el Bayern de Múnich; y en la Copa cayeron en semifinales, también ante el que sería campeón (Lazio). En la temporada 2013-14, la Juventus tuvo un buen inicio en la Liga, pero aparecieron nuevos rivales como la Roma y el Inter. Sin embargo, el conjunto bianconero no bajó el pistón y se puso líder en la décima segunda jornada, terminando la primera vuelta con cincuenta y dos puntos y una racha de once victorias consecutivas; aunque en contrapartida fue eliminado en la fase de grupos de la Liga de Campeones y también cayó en cuartos de final de la Copa Italia.
A pesar de sumar un nuevo revés europeo al caer en semifinales de la Europa League, la Juventus mantuvo su hegemonía en Italia al ganar su tercer scudetto consecutivo. El 15 de julio de 2014, el entrenador bianconero Antonio Conte anunció su dimisión de forma inesperada, siendo sustituido por Massimiliano Allegri. El 2 de mayo de 2015, la Juventus se consagró campeón de la temporada 2014-15, venciendo por marcador de 0:1 a la Sampdoria, adjudicándose así su trigésimo primer scudetto y el cuarto consecutivo. El 20 de mayo la sociedad turinesa obtuvo su segundo título de la campaña, derrotó con marcador de 2:1 a la Lazio en el Estadio Olímpico de Roma en la final de la Copa Italia, logrando así su décima copa nacional luego de veinte años sin ganar dicha competición y además consiguió su tercer doblete en la historia. El 6 de junio, la Juventus disputó la final de la Liga de Campeones realizada en la ciudad de Berlín, la cual perdió por 1:3 contra el F. C. Barcelona de España. El 25 de abril de 2016, la Juventus obtuvo su quinto título de liga consecutivo y el trigésimo segundo en su historia. El 21 de mayo del mismo año, la Juventus obtuvo su segundo doblete consecutivo tras superar al AC Milan por 0-1 en la prórroga de la final de la Coppa Italia.
Además, el título de liga de la temporada 2016-17 supone el sexto consecutivo, superando su propio récord, el del Torino y el del Inter de Milán con cinco.
En la temporada 2017-18 logró su séptimo título consecutivo, tras empatar con la Roma 0:0 el 13 de mayo de 2018. El club inició el año 2019 con la victoria de su octava Supercoppa d'Italia, disputada el 16 de enero en Yeda, con resultado de 1:0 frente al Milan, gracias al gol de Cristiano Ronaldo en la segunda mitad. El 20 de abril de 2019, la Juventus consiguió su octavo título consecutivo en la Serie A, extendiendo aún más el récord de triunfos sucesivos en la competición.
El 26 de julio de 2020 ganó su noveno título liguero consecutivo, siendo Maurizio Sarri el entrenador más longevo en conquistar un título de Serie A con 61 años y 6 meses; superando los 60 años y 216 días de Nils Liedholm. En el plano individual, Cristiano Ronaldo se convirtió en el primer jugador en anotar 31 goles para la Juventus en una temporada de la Serie A en 86 años (desde que lo lograra Felice Borel en la campaña 1933-34).

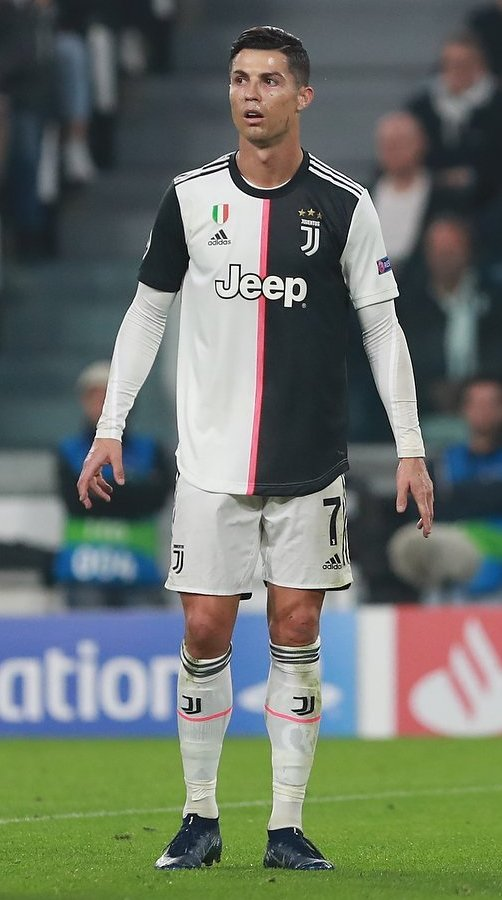
Cristiano Ronaldo, protagonista en el epílogo del ciclo de títulos consecutivos de la década de 2010.

La temporada 2020-21, tras nueve años de dominio doméstico, el scudetto migró al Inter, mientras que los turineses tuvieron que conformarse con el cuarto lugar. Como consuelo parcial, sin embargo, llegaron dos éxitos estacionales en la Supercoppa y en la Coppa Italia, respectivamente el noveno y el decimocuarto en la historia del club piamontés. Estos fueron los últimos trofeos como bianconero para Gianluigi Buffon, quien dejó definitivamente el equipo después de veinte años y el récord personal de diez títulos, convirtiéndose en el futbolista más galardonado en la historia del campeonato italiano.
En un intento de cambio inmediato, la temporada siguiente vio el regreso de Massimiliano Allegri a Turín. Sin embargo, ni siquiera el técnico de Livorno fue capaz de revivir el esplendor del pasado reciente, y pronto llegó la constatación de que el histórico grupo había perdido fuerza, debilitado aún más por la partida de Cristiano Ronaldo. El año marcó el fin definitivo de un ciclo en la casa bianconera, con el equipo repitiendo lacónicamente el puesto del campeonato anterior; ni siquiera las campañas de Supercopa y Coppa Italia dieron satisfacciones, con dos derrotas en las finales, ambas en tiempo suplementario contra el Inter. Después de once años, la Juventus volvió a terminar una temporada sin ganar un título.
A principios de 2023, Andrea Agnelli dimitió tras trece años y diecinueve trofeos, convirtiéndose en la presidencia con más títulos de la historia de la Juventus. Exor, el accionista mayoritario del club, nombró a Gianluca Ferrero como su nuevo presidente antes de la junta de accionistas del 18 de enero de 2023. Dos días después, a la Juventus se le descontaron 15 puntos como castigo por violaciones de ganancias de capital como parte del escándalo de plusvalías. La directiva de la Juventus inmediatamente recurrió al Tribunal Federal de Apelaciones de la sanción liguera y tres meses después el 20 de abril de 2023 la sentencia quedó suspendida hasta que se llegue a una nueva valoración de la misma, lo que permitió a la Vecchia Signora recuperar los 15 puntos en el campeonato de liga.
El 22 de mayo del mismo año se conoce la decisión final del Tribunal Federal de Apelaciones en rectificar la quita de puntos del campeonato de liga aunque esta vez el descuento fue de 10 puntos en vísperas del cierre de la temporada 2022-2023.

### Artículos genéricos y listas
- Fútbol en Italia
- Lista de los mejores clubes del siglo XX según la FIFA
- Lista de los mejores clubes europeos del siglo XX según la IFFHS
- Juventus de Turín
- Contribución de la Juventus F.C. al seleccionado italiano de fútbol
- Futbolistas de la Juventus de Turín
- Entrenadores de la Juventus de Turín
- Palmarés de la Juventus de Turín
- La Juventus F.C. en la cultura popular italiana